# Enric Miralles
Pour les articles homonymes, voir Miralles.
 (octobre 2023).
Si vous disposez d'ouvrages ou d'articles de référence ou si vous connaissez des sites web de qualité traitant du thème abordé ici, merci de compléter l'article en donnant les références utiles à sa vérifiabilité et en les liant à la section « Notes et références ».
Enric Miralles Moya, né le 25 février 1955 à Barcelone et mort à Sant Feliu de Codines le 3 juillet 2000, est un architecte catalan.
Il est diplômé de l'ETSAB en 1978. Après s'être associé en 1983 avec Carme Pinós, et avec qui il se marie, il se fait connaître par ses réalisations dont le cimetière d'Igualada, près de Barcelone. Il se sépare en 1991 et épouse plus tard sa collègue Benedetta Tagliabue. Ensemble, ils fondent l'agence EMBT Architects.
Enric Miralles se distingue par son style exubérant qui tranche avec celui d'autres architectes locaux comme Albert Viaplana et Helio Piñón, avec qui il travaille de 1974 à 1984, et dont l'approche est axée sur le minimalisme. Comme pour la bibliothèque de Palafolls en Espagne, il n'hésite pas à recourir à des courbes et des toits ondulants.
Il meurt subitement en 2000, à 45 ans, d'une tumeur au cerveau.

## Réalisations

### Bâtiments
Avec Carme Pinós
- 1984 à 1986 La Llauna école, Badalone, province de Barcelone
- 1985 Pergola pour la Plaça Major, Parets del Vallès
- 1985 à  1994 cimetière d'Igualada, Igualada, province de Barcelone. 41° 35′ 31″ N, 1° 38′ 14″ E
- 1986 à 1992 Hostalets de Balenyà Centre Social, Barcelone
- 1986 à 1993 Pensionnat à Morella.
- 1987 à 1993 La Mina Centre Social, Sant Adrià de Besòs, Barcelone
- 1988 à 1992 Maison particulière, Bellaterra, Barcelone
- 1989/91 terrain de tir à l'arc pour les jeux Olympiques de 1992, Vall d'Hebrón, Barcelone. 41° 25′ 31,53″ N, 2° 08′ 41,51″ E
- 1988 à 1992 Centre Sportif à Huesca, province de Huesca
- 1990/91 Centre de GRS, Alicante.
- 1990 à 1992 Pergola pour lePasseig Nova Icària, Village Olympique, Barcelone

Avec Benedetta Tagliabue
- 1995 Réhabilitation à Barcelone
- 1996 à 2000 6 maisons, Amsterdam, Hollande
- 1997 à 2000 Parc Diagonal Mar, Barcelone
- 1997 à 2000 Mairie d'Utrecht, extension, Hollande
- 1997 à 2001 Bibliothèque à Palafolls, Barcelone
- 1997 à 2001 Mercat de Santa Caterina, Barcelone
- 1998 à 2000 Agrandissement de l'école nationale de musique à Hambourg
- 1998 à 2002 Parlement écossais à Édimbourg, Écosse. 55° 57′ 07″ N, 3° 10′ 29″ O

- 1999 Musée Maretas à Lanzarote
- 1999 à 2001 Parc Santa Rosa, Mollet del Vallès, province de Barcelone
- 1999 à 2006 Torre Mare Nostrum, Siège de Gas Natural, Barcelone
- 2002 Espace public Western Hafencity Hamburg
- 2000 à 2005 Bâtiment pour la faculté d'architecture, Venise, Italie

## Galerie

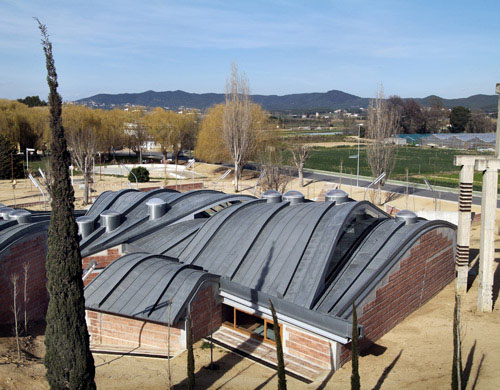
Bibliothèque de Palafolls
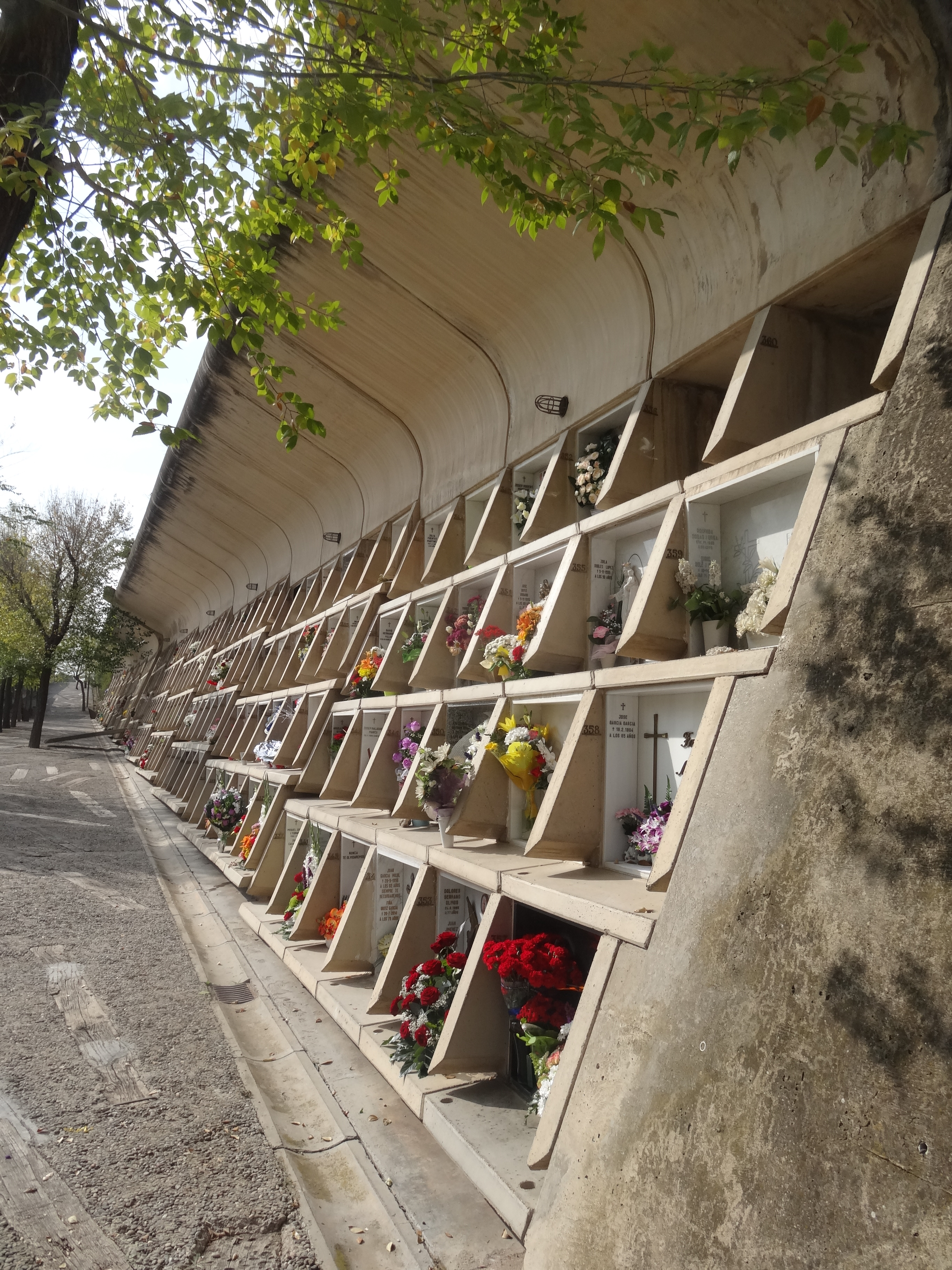
Cimetière d'Igualada
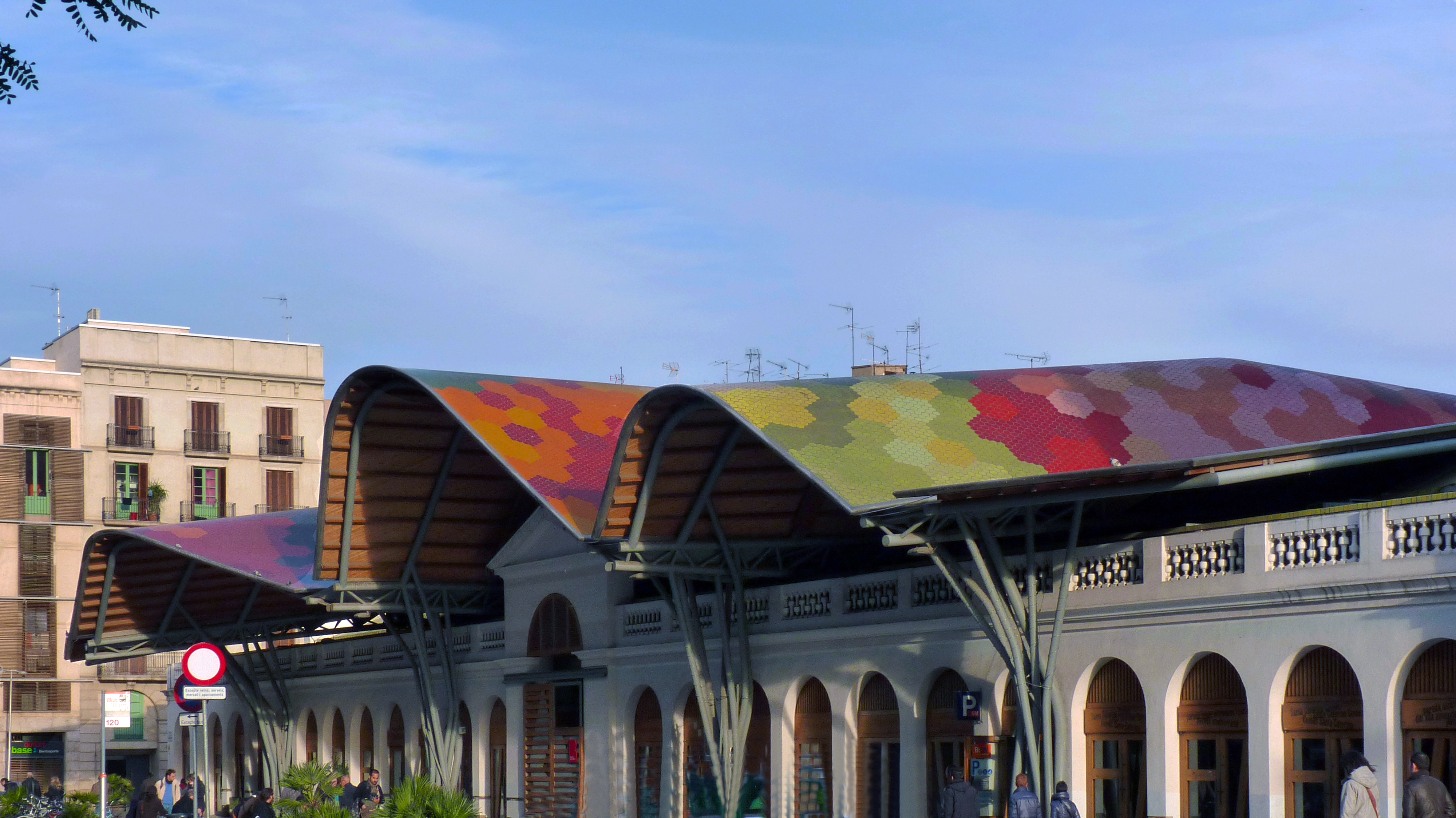
Le marché de Santa Caterina